# Olive vol. 1
Olive vol. 1 è un album dal vivo del gruppo musicale italiano Pitura Freska, pubblicato nel 1998.

## Descrizione
Album che raccoglie le migliori canzoni della band con due inediti, Alè Rasta e Me gusta la cubista (prima traccia del disco), che viene riproposta anche nella versione dal vivo (traccia 13). L’album fu registrato il 1° settembre 1998 durante il Festival Al Fresco a Mestre.

## Tracce
1. Me gusta la cubista – 3:43
2. Intro Olive – 2:10
3. Doc – 5:20
4. Na bruta banda – 3:46
5. Olanda – 3:56
6. Alè Rasta – 4:03
7. Fiaba borghese – 5:01
8. Crudele – 4:29
9. Ridicoli – 6:36
10. Picinin – 4:15
11. Papa nero – 3:50
12. Pin Floi – 7:08
13. Me gusta la cubista (versione Olive) – 3:18
14. Sarìa bèo – 4:55

Durata totale: 62:30